# Megophtalmidia samosica
Megophtalmidia samosica är en tvåvingeart som beskrevs av Olavi Kurina 2004. Megophtalmidia samosica ingår i släktet Megophtalmidia och familjen svampmyggor.
Artens utbredningsområde är Grekland. Inga underarter finns listade i Catalogue of Life.